# Sredetska Reka
Sredetska Reka (bulgariska: Средецка Река) är ett vattendrag i Bulgarien.   Det ligger i regionen Burgas, i den östra delen av landet, 300 km öster om huvudstaden Sofia. Sredetska Reka ligger vid sjön Mandra.
I omgivningarna runt Sredetska Reka växer i huvudsak lövfällande lövskog. Runt Sredetska Reka är det ganska glesbefolkat, med 24 invånare per kvadratkilometer.